# Gomphidia kirschii
Gomphidia kirschii är en trollsländeart som först beskrevs av Selys 1878.  Gomphidia kirschii ingår i släktet Gomphidia och familjen flodtrollsländor. Inga underarter finns listade i Catalogue of Life.